# Da domani senza te/Aria di luna
Da domani senza te / Aria di luna pubblicato nel 1985 è un 45 giri della cantante italiana Iva Zanicchi

## Tracce
Lato A
- Da domani senza te - 3:48 - (G. Belfiore - A. Tagliapietra)

Lato B
- Aria di luna - 4:12 - (M. Piccoli)